# Grewia bilocularis
Grewia bilocularis är en malvaväxtart som beskrevs av Isaac Bayley Balfour. Grewia bilocularis ingår i släktet Grewia och familjen malvaväxter. Inga underarter finns listade i Catalogue of Life.